# 毛利時親
毛利 時親（もうり ときちか）は、鎌倉時代末期から南北朝時代の武将で安芸毛利氏の当主。毛利経光の四男。大江広元の曾孫にあたる。戦国時代に中国路の覇者となる安芸毛利氏の祖である。

## 生涯
文永7年（1270年）7月15日、父より越後佐橋荘南条、安芸吉田荘の地頭職を譲り受ける。六波羅評定衆を務め、河内に邸宅を持った。当時の執権・北条時宗の偏諱を受けて時親と名乗ったとみられるが、この時期の活動については不詳である。
元徳2年（1330年）、安芸吉田荘の地頭職を孫の親衡に譲ると、元弘3年/正慶2年（1333年）の鎌倉幕府滅亡後に隠居するが、南北朝の争乱が勃発すると、子の貞親、孫の親衡は南朝方に付き、越後の毛利領を拠点に活動したため、安芸の地頭職を取り上げられ苦境に立たされた。しかし、時親は曾孫の元春（師親）を北朝方の足利尊氏に味方させ、自らは建武3年（1336年）に安芸吉田荘に下向し、貞親、親衡の北朝方への帰順を取り成し、ともに安芸に下向させることで、安芸における毛利氏の勢力の維持を図った。
建武4年（1337年）、曾孫・元春へ安芸吉田荘を譲渡し、暦応4年（1341年）7月6日に死去した。
永和2年（1376年）、毛利元春が足利義満に対して本領安堵を申し出た書状では、建武3年（1336年）7月に時親より譲与されたとあり、義満と今川貞世より署判を得た。

## 人物
吉田郡山城の築城者とされ、若き頃の楠木正成に兵法（闘戦経）を教えたという伝承もある。